# Ahmed al-Rashadi
Ahmed Saeed Ahmed al-Asal al-Rashadi (* 1981) ist ein Fußballschiedsrichterassistent aus den Vereinigten Arabischen Emiraten. Er steht seit 2013 auf der Liste der FIFA-Schiedsrichter.

## Karriere
Als Assistent begleitete er nebst Einsätzen im AFC Cup und der AFC Champions League auch schon mehrere Freundschaftsspiele. Dazu kamen ein Spiel unter Ammar al-Jeneibi im Golfpokal 2017 als auch zwei Spiele bei der U-20-Asienmeisterschaft 2023, darunter das Finale, wo er Nazmi Nasaruddin unterstellt war. Anfang April 2024 wurde er als Assistent für die Olympischen Sommerspiele 2024 in das Team von Adel al-Naqbi berufen.
Als Hauptschiedsrichter kam er bislang in drei Partien der Qualifikation zur U-23-Asienmeisterschaft 2020 zum Einsatz. Die erste war ein Aufeinandertreffen der Mannschaften aus China und Laos.